# Hoya alexicaca

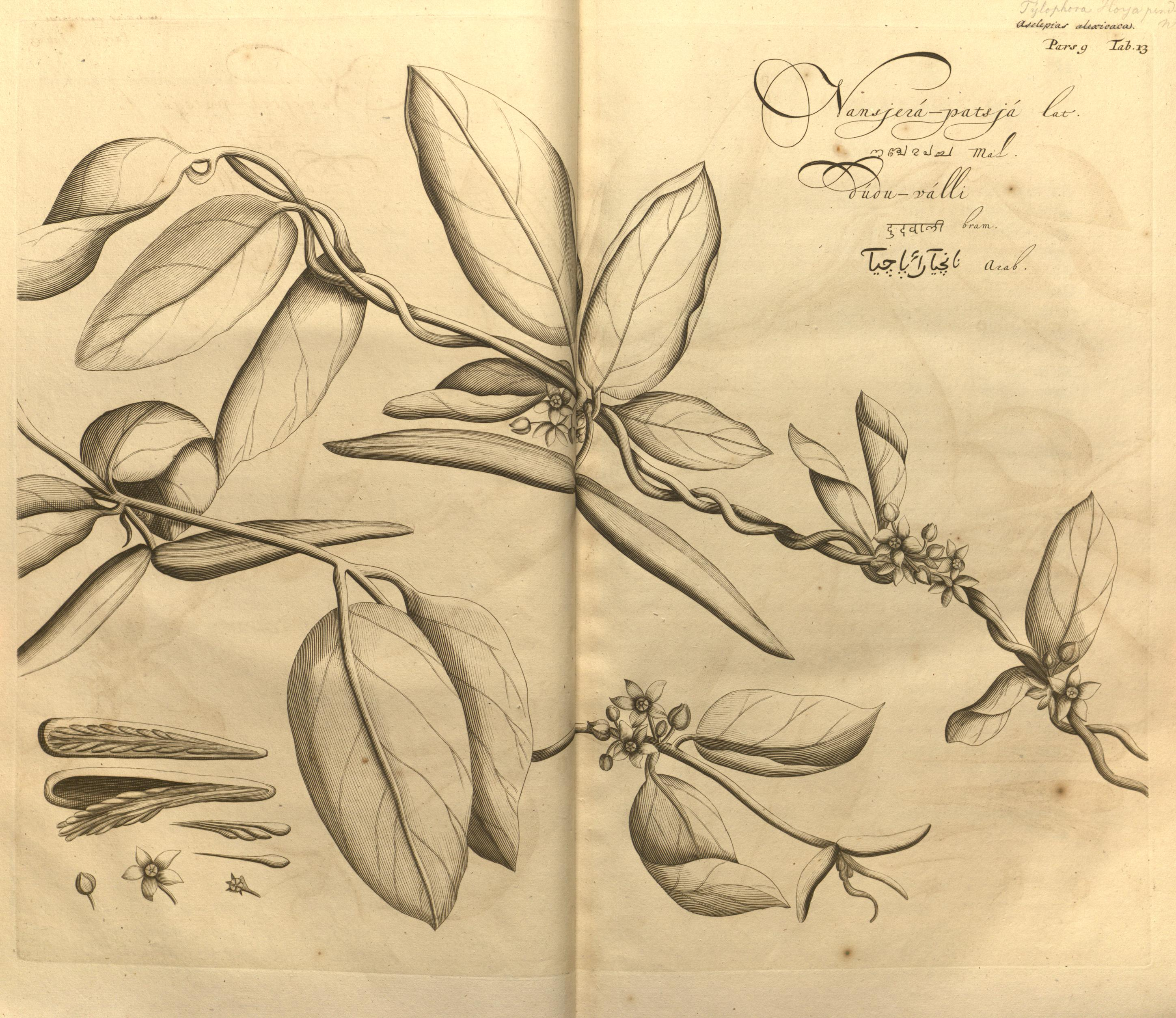
Holotypus, aus Rheede, Hortus Malabaricus, Vol 9, 1689 Taf. 13

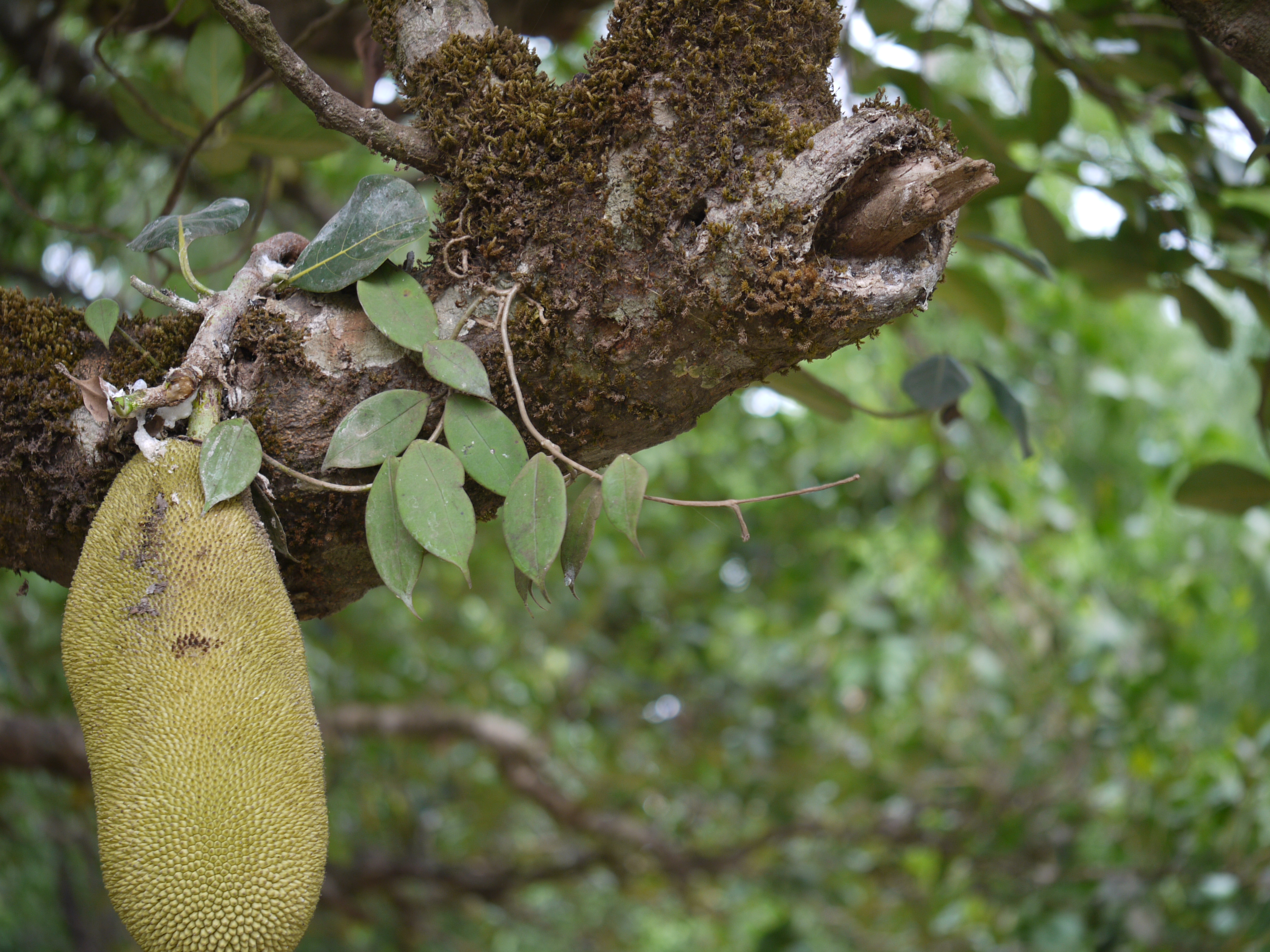
Blätter

Hoya alexicaca ist eine Pflanzenart der Gattung der Wachsblumen (Hoya) aus der Unterfamilie der Seidenpflanzengewächse (Asclepiadoideae).

## Merkmale
Hoya alexicaca ist eine ausdauernde, epiphytisch-kletternde Pflanze mit windenden Trieben. Ältere Triebe verholzen, frische Seitenzweige hängen nach unten; die Triebe sind spärlich behaart. Die gegenständigen Blätter sind gestielt, die Blattstiele sind gekrümmt und bis etwa 2 cm lang. Die fleischigen und festen Blattspreiten sind länglich-eiförmig bis breit eiförmig, bis 7 cm lang und 1,5 bis 3 cm breit. Der Apex ist zugespitzt, die Basis ist gerundet. Die Ränder sind umgebogen. Die Ober- und Unterseite ist kahl, die Oberseite ist glänzend. Die Blattaderung tritt auf der Oberseite mit Ausnahme der Mittelrippe nicht hervor, auf der Unterseite sind dagegen 4 bis 6 Paare von Blattadern zu erkennen.
Der doldenförmige, solitäre Blütenstand entspringt den Blattachseln, ist vielblütig und hängt nach unten. Die steifen Blütenstandsstiele sind 1,2 cm lang, die Blütenstiele sind dünn und etwa 3 cm lang. Die Kelchblätter sind kahl. Die weißliche Blütenkrone ist ausgebreitet und hat einen Durchmesser von 1,8 cm. Die Kronblattzipfel sind innen seidig-filzig behaart. Die Nebenkrone ist sternförmig. Die fleischigen Nebenkronenzipfel sind verkehrt-eiförmig, abgeflacht, und haben einen stumpfen Apex. Die Staubbeutel sind groß und neigen sich über dem Griffelkopf zusammen. Die Pollinia sind länglich-elliptisch. Die Caudiculae sind sehr kurz und setzen am oberen Ende des länglich-elliptischen Corpusculums an. Die Blüten duften und produzieren reichlich Nektar. Am Naturstandort wurden die Pflanzen blühend von Mai bis August angetroffen.
Die Früchte stehen meist solitär, sind länglich-gestreckt und bis 9 cm lang. Die Samen sind länglich-eiförmig und dunkelbraun. Die Früchte können von August bis in den Januar an den Pflanzen beobachtet werden.

## Geographische Verbreitung und Habitat
Das Verbreitungsgebiet der Art reicht von Ost- und Südindien (Andhra Pradesh, Bihar, Maharashtra, Orissa und Tamil Nadu) bis nach Myanmar. Sie wächst in höheren Lagen; das Vorkommen im indischen Bundesstaat Maharastra wird als selten bezeichnet.

## Taxonomie
Das Taxon wurde 1788 von  Nikolaus Joseph von Jacquin als Asclepias alexicaca erstmals beschrieben. Er verweist ausdrücklich auf die Abbildung (Tafel 13), die Hendrik Adriaan van Rheede tot Draakenstein 1689 publiziert hatte. Alexander Moon transferierte die Art 1824 in die Gattung Hoya R. Br. und gibt ebenfalls den Verweis auf Rheede (Tafel 13). 1832 erfolgte eine erneute Beschreibung der Art durch William Roxburgh unter dem Namen Asclepias pendula. Auch er verweist wiederum auf die Abbildung bei Rheede. Robert Wight publizierte sie unter dem Namen Hoya pendula. Hermenegildo Santapau war allerdings der Ansicht, dass das 1848 von Wight unter dem Namen Hoya pendula abgebildete Exemplar nicht mit Hoya pendula Roxb. identisch ist und schlug den neuen Namen Hoya iconum vor. Ein weiteres Synonym ist daher Hoya iconum Santapau (1956). Die Datenbank Plant of the World online akzeptiert Hoya alexicaca als gültiges Taxon.